# 美々たる一撃/うわさのナルシー/THANK YOU, HELLO GOOD BYE
「美々たる一撃/うわさのナルシー/THANK YOU, HELLO GOOD BYE」（びびたるいちげき/うわさのナルシー/サンキュー,ハロー・グッドバイ）は、2024年6月12日にアップフロントワークス（hachamaレーベル）から発売・および配信されたアンジュルムの17枚目のシングル。

## 概要
- 3期メンバーである佐々木莉佳子にとっては在籍時最後の参加シングル。
- 初回生産限定盤A・B・C・スペシャル（以下SP）、通常盤A・B・Cの7形態での発売。SPを含む初回生産限定盤はCD+Blu-ray Disc、通常盤はCDのみの商品構成。通常盤の初回仕様のみ、トレーディングカードのソロ11種+集合1種よりランダムにて1枚封入（通常盤Aは「美々たる一撃」Ver.、通常盤Bは「うわさのナルシー」Ver.、通常盤Cは「THANK YOU, HELLO GOOD BYE」Ver.）。

## 収録曲

### 初回生産限定盤A・B・C・SP・通常盤A・B ・C
1. 美々たる一撃
作詞：山崎あおい、作曲：大久保薫/星部ショウ、編曲：大久保薫
2. うわさのナルシー
作詞：西野蒟蒻、作曲：Ricky Hanley/Caroline Gustavsson/Daniel Sherman（英語版）、編曲：Daniel Sherman
3. THANK YOU, HELLO GOOD BYE
作詞・作曲：中島卓偉、編曲：宮永治郎
4. 美々たる一撃（Instrumental）
5. うわさのナルシー（Instrumental）
6. THANK YOU, HELLO GOOD BYE（Instrumental）

### 初回限定盤Blu-ray Disc
- A
  - 美々たる一撃（Music Video）
  - 美々たる一撃（Dance Shot Ver.）
  - 美々たる一撃（メイキング映像）

- B
  - うわさのナルシー（Music Video）
  - うわさのナルシー（Dance Shot Ver.）
  - うわさのナルシー（メイキング映像）

- C
  - THANK YOU, HELLO GOOD BYE（Music Video）
  - THANK YOU, HELLO GOOD BYE（Dance Shot Ver.）
  - THANK YOU, HELLO GOOD BYE（メイキング映像）

- SP（BD 「COUNTDOWN JAPAN 23/24(12月29日 幕張メッセ)ライブ映像」）
  - OPENING
  - 明晩、ギャラクシー劇場で
  - 46億年LOVE
  - MC
  - 赤いイヤホン
  - アイノケダモノ
  - RED LINE
  - マナーモード
  - 次々続々
  - MC
  - ドンデンガエシ
  - 愛すべきべき Human Life
  - 大器晩成

## リリース日一覧
| 地域 | リリース日    | レーベル               | 規格                          | カタログ番号                        |
| ---- | ------------- | ---------------------- | ----------------------------- | ----------------------------------- |
| 日本 | 2024年6月12日 | hachama/UP-FRONT WORKS | CDマキシシングル+Blu-ray Disc | HKCN-50807〜8（初回生産限定盤A）    |
| 日本 | 2024年6月12日 | hachama/UP-FRONT WORKS | CDマキシシングル+Blu-ray Disc | HKCN-50809〜10（初回生産限定盤B）   |
| 日本 | 2024年6月12日 | hachama/UP-FRONT WORKS | CDマキシシングル+Blu-ray Disc | HKCN-50811〜2（初回生産限定盤C）    |
| 日本 | 2024年6月12日 | hachama/UP-FRONT WORKS | CDマキシシングル+Blu-ray Disc | HKCN-50813〜4（初回生産限定盤SP）   |
| 日本 | 2024年6月12日 | hachama/UP-FRONT WORKS | CDマキシシングル              | HKCN-50815（通常盤A）               |
| 日本 | 2024年6月12日 | hachama/UP-FRONT WORKS | CDマキシシングル              | HKCN-50816（通常盤B）               |
| 日本 | 2024年6月12日 | hachama/UP-FRONT WORKS | CDマキシシングル              | HKCN-50817（通常盤C）               |
| 日本 | 2024年6月12日 | hachama/UP-FRONT WORKS | ダウンロードシングル          | HKCN-50815（LC-AAC・44.1kHz/16bit） |
| 日本 | 2024年6月12日 | hachama/UP-FRONT WORKS | ダウンロードシングル          | HKCN-50815-HR（FLAC・96kHz/24bit）  |

## 参加メンバー
- 3期：佐々木莉佳子
- 4期：上國料萌衣
- 6期：川村文乃
- 7期：伊勢鈴蘭
- 8期：橋迫鈴
- 9期：川名凜、為永幸音、松本わかな
- 10期：平山遊季
- 11期：下井谷幸穂、後藤花